# Sula (vattendrag i Ukraina)

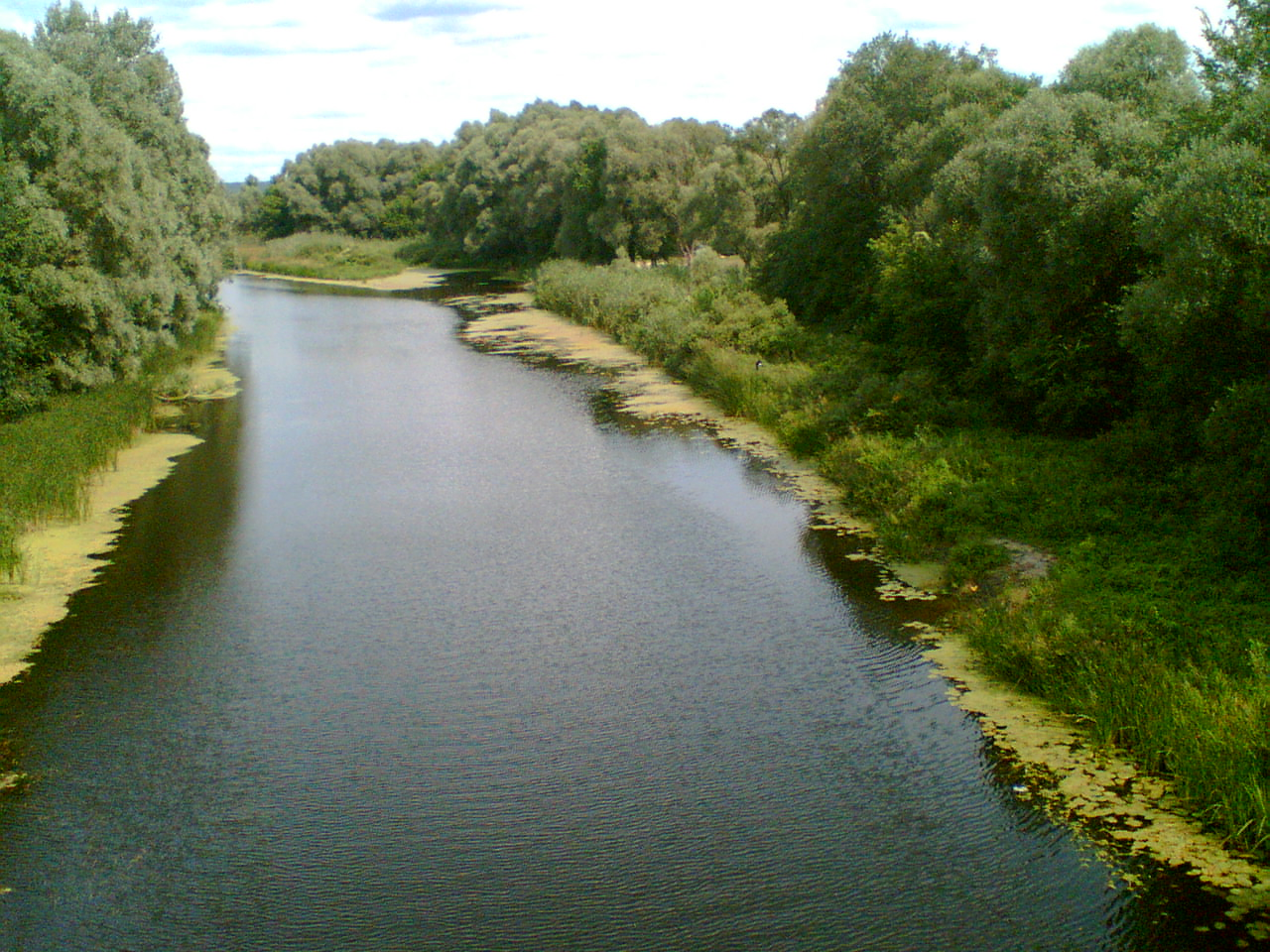
Sula

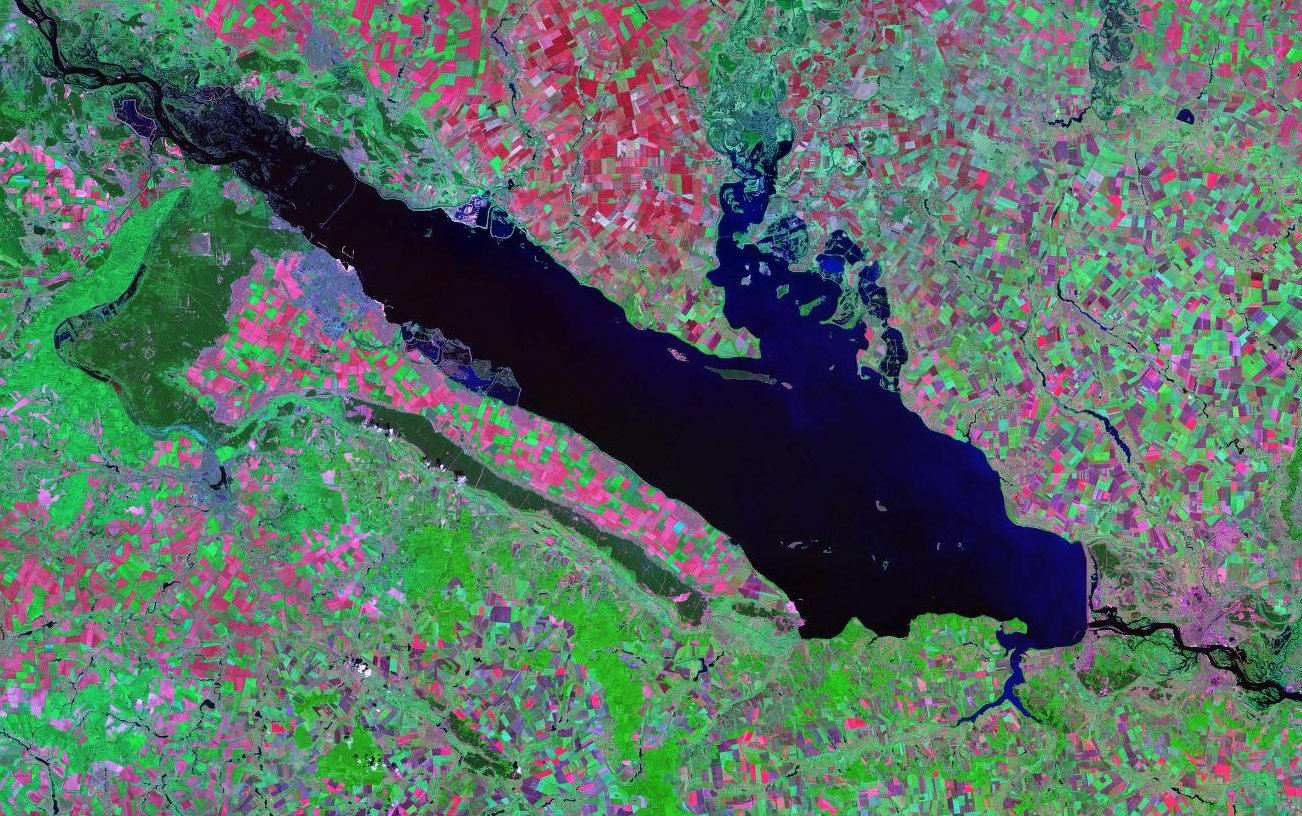
Satellitbild av Krementjukreservoaren, där Sula och dess delta ses.

Sula (ukrainska: Сула́) är en 365 km lång flod i centrala Ukraina och vänsterbiflod till Dnepr. Floden flyter genom Sumy och Poltava oblast och ut i Krementjukreservoaren, det till ytan största vattenmagasinet på Dnepr, och bildar där ett delta i dammen med ett flertal öar och ett rikt fågelliv.
Sulas viktigaste biflod är Udaj, därtill kommer de mindre; Orzjytsia, Sliporid, Romen och Tern. De viktigaste orter längs floden är Romny, Lochvytsja och Lubny.